# Frances Ford Seymour
Frances Ford Seymour Fonda (4 de abril de 1908-14 de abril de 1950) fue una socialité canadiense-estadounidense. Fue la segunda esposa del actor Henry Fonda, y la madre de los actores Jane Fonda y Peter Fonda.

## Biografía
Nacida en Brockville, Ontario, Canadá, Seymour era hija de Sophie Mildred (nacida Bower) y Eugene Ford Seymour. Según su hija, Jane, los registros médicos revelaron que Seymour fue víctima de recurrentes abusos sexuales en su infancia.
El 10 de enero de 1931 se casó con George Tuttle Brokaw, un millonario abogado y deportista. Tuvieron una hija, Frances de Villers "Pan" Brokaw (10 de octubre de 1931 - 10 de marzo de 2008). 
Un año después de la muerte de Brokaw, Seymour se casó con el actor Henry Fonda el 16 de septiembre de 1936, en Christ Church, Nueva York. Había conocido a Fonda en los Denham Studios en Inglaterra en el set de la película Wings of the Morning. La pareja tuvo dos hijos, la actriz Jane (nacida el 21 de diciembre de 1937) y el actor Peter (23 de febrero de 1940-16 de agosto de 2019), pero su matrimonio fue problemático. Según Peter Fonda, estas dificultades le hicieron empatizar más tarde con los problemas matrimoniales del actor Dennis Hopper, su coprotagonista en la película de 1969 Easy Rider.
Seymour murió por suicidio mientras era paciente de Craig House, un sanatorio en Beacon, Nueva York. Su suicidio se produjo tres meses y medio después de que Fonda le pidiera el divorcio. Dejó cartas de suicidio dirigidas a su marido.